# Bladnoch
Bladnoch est une distillerie de whisky située en Écosse près de Wigtown dans le district de Dumfries and Galloway. C’est la plus méridionale des distilleries écossaises. Localisée sur la rive de la rivière Bladnoch, elle est une des trois dernières distilleries des Lowlands.

## Histoire
Fondée en 1817 par les frères John et Thomas McClelland, la distillerie est agrandie et modernisée en 1878. En 1887, le site occupait 2 hectares. En 1905 la production fut arrêtée et, en 1911, la distillerie était vendue à Wm Dunville et CO Ltd. À partir d'octobre 1912, la production de whisky reprit. Jusqu'en 1937, de nombreuses mises en sommeil de courte durée se succédaient. En 1938 la distillerie était vendue à Ross & Coulter, les alambics furent démontés et amenées en Suède. Ce n'est qu'en 1956 que la distillerie fut reconstruite par Bladnoch CO Ltd. En 1964, la distillerie fut vendue à McGow and Cameron qui installa deux alambics supplémentaires en 1966. En 1973 la distillerie fut rachetée par Inverhouse Distillers, en 1983 elle alla à Arthur Bell & Sons et en 1985 à United Distillers. Ces derniers l'on remise en sommeil en 1993. En 1995 l'entreprise était rachetée par Raymond Armstrong, d'Irlande du Nord, qui la remit en service en 2000 avec deux alambics. Ce whisky single malt est disponible seulement depuis avril 2008 dans le commerce. À côté de cela, des soutirages de la production d'avant 1994 sont encore effectués par des embouteilleurs indépendants (par exemple Gordon & MacPhail, James MacArthur, Cadenhead...). Bladnoch produit aujourd'hui jusqu'à 250 000 litres d'alcool par an.

## Production
L'eau utilisée par Bladnoch est issue de la rivière de même nom. La distillerie dispose d'une cuve de brassage (mash tun) d'une capacité de 5,4 tonnes en acier inoxydable et de six cuves de fermentation (wash backs). La distillation s'effectue dans un wash still (d'une capacité de 13 500 litres) et dans un spirit still (d'une capacité de 10 000 litres).